# Reid Miller
Reid Miller (Tennessee, 1999 o 2000) è un attore statunitense noto per aver interpretato Jadin Bell nel film biografico Joe Bell.

## Filmografia parziale

### Cinema
- Santa Jaws, regia di Misty Talley (2018)
- Joe Bell, regia di Reinaldo Marcus Green (2020)
- A Little White Lie, regia di Michael Maren (2022)

### Televisione
- About a Boy – serie TV, un episodio (2014)
- Criminal Minds – serie TV, un episodio (2016)
- Training Day – serie TV, un episodio (2017)
- The Fosters – serie TV, un episodio (2017)
- You – serie TV, un episodio (2019)
- Boo, Bitch – serie TV, 7 episodi (2022)

## Doppiatori italiani
Nelle versioni in italiano delle opere in cui ha recitato, Reid Miller è stato doppiato da:
- Lorenzo Crisci in Boo, Bitch
- Luca De Ambrosis in Training Day
- Giulio Brugnoni in A Little White Lie
- Riccardo Suarez in Joe Bell